# Salza (rivière)
Pour les articles homonymes, voir Salza.
La Salza est un affluent de l'Enns, en Autriche. Elle trace dans les derniers massifs orientaux des Hautes Alpes calcaires et particulièrement au pied des escarpements bizarrement rongés du Hochschwab (point culminant : 2 277 m), un sillon à peu près inhabité sur 70 km, hormis les localités minuscules de Wildalpen et de Weichselboden.